# L'uragano (dramma)
L'uragano (in russo Гроза?, Groza) è un'opera teatrale di Aleksandr Nikolaevič Ostrovskij, rappresentata nel 1859, e considerata unanimemente il suo capolavoro.

## Trama
Come nella maggior parte delle commedie di Ostrovskij, la protagonista è la classe mercantile russa, di cui si denunciano l'arretratezza, il bigottismo, il conservatorismo e l'ipocrisia di fondo.
Ne L'uragano la classe mercantile è rappresentata da due personaggi principali: il primo, Dikòi, è un burbero irascibile e ubriacone che insulta violentemente chiunque osi chiedergli del denaro, compreso quello che egli legittimamente deve ai suoi contadini e ai suoi dipendenti; la seconda è la Kabànova, vedova di un ricco mercante che sfoga sui suoi familiari (soprattutto sul figlio inetto Tichon Kabànov e sulla nuora Katerina) il suo atteggiamento bigotto e ipocrita, improntato a una serie di massime spicciole all'insegna del rispetto che i giovani devono ai vecchi, e alla funzione di potere che deve spettare in famiglia all'uomo, mentre la donna deve sempre essere sottomessa al marito.
Altri personaggi sono Varvàra, la figlia ribelle della Kabànova, che finirà per fuggire di casa, dopo essere stata reclusa dalla madre tirannica, insieme al suo amante Kudrìas; Kulìghin, forse l'unico personaggio veramente positivo dell'opera, un borghese autodidatta che sogna di scoprire il meccanismo del moto perpetuo e di vincere un premio un denaro da destinare al bene dell'umanità; e infine Boris, il nipote moscovita di Dikòi, che finirà per innamorarsi di Katerina, scatenando la tragedia finale.
L'uragano del titolo è inteso sia in senso proprio - un temporale che minaccia all'orizzonte e sta per imperversare sulla cittadina -, sia in senso metaforico, come la tempesta che si abbatterà sulla famiglia della Kabànova, spazzando via il suo buon nome e il ruolo che si era ritagliato nella società borghese e perbenista della cittadina.
Su tutti domina però la figura di Katerina, sposa infelice di un uomo succube di sua madre, dipinta come una figura combattuta fra sensualità - nei confronti del corteggiatore Boris - e inquieta religiosità, che le scateneranno un conflitto interiore fra passione e sentimento del peccato, fino al gesto estremo del finale che vede il suo suicidio gettandosi nel Volga.

## Rappresentazioni
La prima assoluta fu il 16 novembre 1859 al Malij Teatr di Mosca sotto la supervisione personale dello stesso Ostrovskij.
La prima italiana debuttò il 31 gennaio 1929 al Teatro Valle di Roma, con la Compagnia Tatiana Pavlova, regia di Pietro Sharoff, scene e costumi di Leonid Brailovskij; interpreti: Tatiana Pavlova (Caterina), la sig.ra Giachetti, Fosco Giachetti, Gina Sammarco, Marcello Giorda, Renato Cialente, Armando Alzelmo, Mario Mina, Maria Raspini, Oreste Fares, la sig.na Galli, Ernesto Sabbatini, Emilio Petacci, Raniero De Cenzo.

## Adattamenti

### Cinema
Dal dramma è stato tratto nel 1934 il film Groza con la regia di Vladimir Petrov.

### Musica
Nel 1921 Leoš Janáček ha composto l'opera Káťa Kabanová sulla trama del dramma.

### Televisione
Il Secondo Programma della Rai ha trasmesso l'8 ottobre 1971 Uragano, traduzione di Laura Simoni Malavasi, adattamento in due tempi di Vittorio Fiorito e Giacomo Colli, regia di Giacomo Colli, scene di Davide Negro, costumi di Giancarlo Bartolini Salimbeni. Interpreti: Anna Maria Guarnieri (Katerina), Giulio Brogi, Anna Caravaggi, Nino Pavese, Gina Sammarco, Fernando Cajati, Giacomo Piperno, Roberto Rizzi, Teresa Ricci, Enza Giovine, Angelo Alessio, Adele Ricca, Wilma D'Eusebio.